# Пилсудский, Юзеф
Ю́зеф Кле́менс Пилсу́дский (пол. Józef Klemens Piłsudski, польский: [ˈjuzɛf ˈklɛmɛns pʲiwˈsutskʲi] (слушать)о файле; 5 декабря 1867, Зулов, Свенцянский уезд, Виленская губерния, Российская империя (ныне Швенчёнский район, Вильнюсский уезд, Литва) — 12 мая 1935, Варшава) — польский военный, государственный и политический деятель, первый глава возрождённого Польского государства, основатель польской армии; маршал Польши.
Начав политическую карьеру как социалист и став одним из лидеров Польской социалистической партии, во время Первой мировой войны основывает Польские легионы. Начиная с середины Первой мировой войны приобретает важное влияние в польской политике и становится одной из важнейших фигур на европейской политической арене. В 1918 году становится главой Польского государства, сыграв важнейшую роль в создании Второй Речи Посполитой, в течение 123 лет разделённой между Российской, Германской и Австро-Венгерской империями. Оставался главой государства до 1922 года. На этот период приходится шесть войн, включая советско-польскую, завершившуюся поражением Красной Армии в результате сражения под Варшавой и подписанием мирного договора. В 1923 году, когда в польском правительстве доминировали противники Пилсудского, на несколько лет он отходит от активной политики, однако после майского переворота 1926 года и до момента своей смерти становится фактическим главой государства.
В молодости был известен под подпольными кличками Виктор (пол. Wiktor), Мечислав (пол. Mieczysław) и Зюк (пол. Ziuk). Среди сторонников со времён службы в легионах носил прозвища Комендант (пол. Komendant), Дедушка (пол. Dziadek), Маршал (пол. Marszałek).
Являлся автором политического проекта, известного как прометеизм, целью которого было ослабление и расчленение Российской империи и, впоследствии, Советского Союза путём поддержки националистических движений на их территории, и который являлся комплементарным проектом идее создания конфедерации «Междуморье», которая должна была простираться от Чёрного до Балтийского моря и создание которой, по замыслам Пилсудского, позволило бы избежать в Центральной Европе доминирования Германии или России.
В 1917 году начал формироваться политический культ Пилсудского, достигший своего апогея после смерти политика. В период Польской Народной Республики тема личности Пилсудского находилась под запретом. Тем не менее, в 1988 году была выпущена серебряная монета номиналом 50 000 злотых с крупным изображением Пилсудского и надписью: «70 лет независимости. Юзеф Клеменс Пилсудский». На сегодняшний день несмотря на то, что отдельные аспекты периода его правления считаются спорными, память Пилсудского почитается в Польше, и вместе со своим противником Романом Дмовским он считается отцом современной польской нации.

## Биография

### Детство и юность

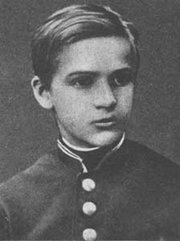
Пилсудский в школьные годы

Юзеф Пилсудский родился в богатой шляхетской семье 5 декабря 1867 года, в родовом имении Зулов (пол. Zułów, лит. Zalavas) Свентянского уезда Виленской губернии — под Вильной. Его отец Юзеф Винцент Пётр Пилсудский происходил из древнего литовскoго рода Гинейтисов-Гинетовичей, известных с 1413 года — после Грюнвальдской битвы они получили в Городло герб Заремба; Позднее, когда Юзеф Пилсудский достиг самых высоких постов в Речи Посполитой, это княжеское прошлое стало предметом острых споров. «Тот Гинет, — писала в „Легенде Пилсудского“ Ирена Панненкова, — который среди литовских бояр получил польский герб (Заремба) в Хордлове в 1413 году, был Гинет Концевич (сын Коньчи), а не Гинвилтович, а значит, не потомок князя Гинвилта или Гинвилда». Во время восстания 1863 года был комиссаром Национального правительства («Жонд народовы») в Ковенском уезде. Мать Мария Биллевич из известного польско-литовского дворянского рода. У Пилсудских было 12 детей, Юзеф был вторым ребёнком, родившимся в семье. По другим данным, Юзеф был четвёртым ребёнком Пилсудских. После него на свет появились ещё пятеро сыновей и три дочери, последние дети-близнецы умерли в грудном возрасте. В июле 1874 года усадьба Зулов полностью сгорела, и семья переехала жить в Вильно.
Юзеф Пилсудский учился в Первой виленской гимназии, располагавшейся в здании закрытого Виленского университета. В той же гимназии учился и Феликс Дзержинский, в дальнейшем вошедший во Временный революционный комитет Польши и ставший заклятым врагом Пилсудского. Вместе с братом Брониславом Пилсудским в 1882 году основал польский патриотический кружок самообразования Spójnia, занимавшийся доставкой из Варшавы польских книг.
В 1885 году сдал экзамены за курс гимназии (лучшие оценки по истории и географии, худшие — по языкам, за исключением французского) и поступил учиться на медицинский факультет Харьковского университета. Будучи студентом, сблизился с группой студентов, которая находилась под влиянием идей «Народной воли». Уже в первом зимнем семестре был подвергнут аресту сроком на два дня, затем в 1886 году за участие в несанкционированной студенческой демонстрации по случаю 25-й годовщины отмены крепостного права в России был заключён на шесть дней в карцер и предупреждён о немедленном отчислении в случае новой провинности. По окончании I курса пытался перевестись в Дерптский университет, однако в связи c политической неблагонадёжностью получил отказ.
22 марта 1887 года был арестован за причастность к заговору, готовившему убийство императора Александра III, был проводником по Вильно для одного из заговорщиков, пытавшегося найти яд, необходимый для реализации плана. В начале апреля того же года был доставлен в Петропавловскую крепость, затем в следственную тюрьму Санкт-Петербурга. Несмотря на то, что в итоге Юзеф Пилсудский получил в деле статус свидетеля, 1 мая 1887 года он был приговорён к 5 годам ссылки в Восточную Сибирь. Его старший брат Бронислав Пилсудский (активный участник заговора и организации «Народной воли», как и Александр Ульянов и ряд других) был приговорён к повешению. При утверждении приговора царь заменил для Бронислава смертную казнь 15 годами каторги на Сахалине.
В конце мая Юзеф Пилсудский в составе партии из 60 осуждённых был направлен по этапу. Переход занял несколько месяцев, в начале октября 1887 года Пилсудский прибыл в Иркутск. Местом ссылки Пилсудского был назначен Киренск в 650 км к северу от Иркутска. До времени, пока река не замёрзла, Пилсудский находился в Иркутской пересыльной тюрьме.
В период нахождения Пилсудского в Иркутской тюрьме в ожидании пересылки на место поселения там произошёл бунт, начавшийся с того, что сокамерник Пилсудского, некий Цейтлин, не поприветствовал вошедшего в камеру полицмейстера. За участие в бунте 8 декабря 1887 года Пилсудский получил дополнительно полгода тюремного заключения, причём изначально он был приговорён к трём месяцам тюрьмы, но затем по протесту прокурора срок был пересмотрен. В конце декабря 1887 года Пилсудский прибыл в Киренск, познакомившись с пребывавшими там ссыльными поляками, многие из которых принимали участие в восстании 1863 года, а в начале августа 1890 года был направлен в небольшое село Тунка Иркутской губернии для дальнейшего отбывания ссылки.

### Польская социалистическая партия

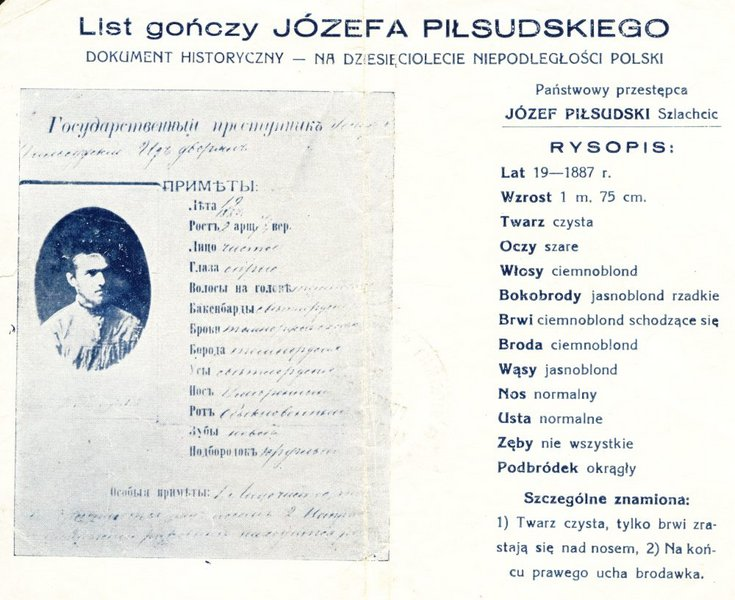
Листовка 1888 года с репродукцией разыскного листа на государственного преступника Юзефа Пилсудского

Весной 1892 года ссылка Пилсудского закончилась, при этом после её окончания Пилсудскому было запрещено поселение в университетских городах, а также в Твери и в Нижнем Новгороде. 24 мая 1892 года Пилсудский выехал из Иркутска, а 30 июня того же года прибыл в Вильно. По возвращении из Сибири, Пилсудский вступил в создававшуюся Польскую социалистическую партию. В рамках ППС участвовал в деятельности так называемой Литовской секции ППС, объединявшей деятелей из Вильны. Поддерживал связи с членами Заграничного союза польских социалистов (ЗСПС). В феврале 1894 года на II съезде ППС, состоявшемся в Варшаве, Пилсудский был избран представителем Литовской секции в Рабочем Центральном Комитете ППС и стал главным редактором газеты «Robotnik» («Рабочий»), местом издания которой формально значилась Варшава, а на самом деле было местечко Липнишки Ошмянского уезда в полусотне километров от Вильно. Всего было выпущено 6 номеров газеты, последний из которых вышел в декабре 1894 года. К тому времени в результате арестов из четырёх членов и двух кандидатов в члены Центрального рабочего комитета ППС осталось только два человека, включая Пилсудского, после чего на него легли основные обязанности по руководству партией, включая в том числе восстановление нарушенных арестами прежних связей, привлечение к партийной деятельности новых людей и продолжение работы над изданием газеты «Robotnik».
В декабре 1894 года Пилсудский впервые побывал в Швейцарии, где он представлял ППС на первом съезде ЗСПС. В Англии Пилсудский знакомится с Игнацием Мосцицким, который позже (1926—1939) стал президентом Польши.
С мая 1896 года пребывал в Лондоне, где в качестве представителя Рабочего Центрального Комитета принял участие в Четвёртом конгрессе Второго Интернационала (27 июля — 1 августа) под именем Виктор Косьцеша. По возвращении в Россию сосредоточился на партийной издательской работе, так, в июне 1895 года вновь начала издаваться газета «Robotnik», типография которой отныне располагалась на окраине Вильно. На состоявшемся в конце июня III съезде Пилсудский был избран в состав ЦРК ППС, кроме него в состав ЦРК вошли Людвиг Кульчицкий и Александр Сулькевич. Будучи одним из лидеров ППС, считал, что доктринальные вопросы имеют второстепенное значение и что социалистическая идеология должна быть объединена с националистической, поскольку именно такая комбинация даёт наибольший шанс на достижение польской независимости. В ноябре 1897 года на IV съезде ППС Пилсудский повторно избирается в Центральный рабочий комитет партии.
15 июля 1899 года женился на Марии Юшкевич (Juszkiewiczowa) и переехал в Вильно, затем в Лодзь, где находилась подпольная типография газеты «Robotnik». В ночь с 21 на 22 февраля 1900 года, после провала издания, Пилсудский был вновь арестован, на сей раз вместе с женой — полицейский агент, опознав находящегося на нелегальном положении члена ЦРК Малиновского, проследил за ним, а затем полиция заявилась на квартиру Пилсудского, где Малиновский пробыл до полуночи 21 февраля. На квартире Пилсудского был обнаружен печатный станок и начало 36-го выпуска газеты «Robotnik». После ареста Пилсудский был переведён в лодзинскую тюрьму, а затем 17 апреля был отправлен в X павильон Варшавской крепости. Находясь там, Пилсудский симулировал душевную болезнь и из варшавской тюрьмы был переведён в петербургскую лечебницу для душевнобольных, главным врачом которой был поляк О. А. Чечотт. Сумел в мае 1901 года организовать побег, принёсший ему признание членов ППС. После побега направился в Киев, затем в Замостье, а 20 июня 1901 года вместе с женой был уже во Львове. В ноябре 1901 года прибыл в Лондон, где пробыл до апреля 1902 года, в конце апреля Пилсудский возвращается в Россию. В июне 1902 года был избран в расширенный состав ЦРК ППС.

### Планы создания польского легиона
После недолгого пребывания в Лондоне Пилсудский вернулся в Россию. Приступил к укреплению и радикализации ослабевших партийных структур. С 1902 года организовал издание новой газеты «Walka» («Борьба»).
Когда началась Русско-японская война (1904—1905), польские социалисты решают воспользоваться данным моментом с целью ослабления Российской империи одновременным с поражением от японской армии восстанием в Польше. Вскоре после начала русско-японской войны польские социалисты начинают подготовку секретного соглашения с японской разведкой, данная акция сотрудничества с японскими властями получила в партии условное обозначение «Операция „Вечер“». Согласно условиям соглашения, поляки обязались оказывать помехи мобилизации, организовать духовную оппозицию русскому правлению, а также готовить вооружённое восстание. Одним из пунктов соглашения было создание специальной агентуры, которая должна была снабжать Японию информацией о составе, дислокации и перемещениях русской армии. В обмен ППС получала 10 тысяч фунтов стерлингов. Налаживанием контактов с японской стороной занялся Витольд Йодко-Наркевич, который 15 марта 1904 года провёл в Лондоне первую встречу с японскими дипломатами, уже 20 марта Йодко-Наркевич и японский посланник в Лондоне Тадасу Хаяси заключают соглашение о сотрудничестве японской стороны с ППС на определённых условиях и только в военной области, предложение о создании польского легиона японская сторона отвергла ввиду того, что японская конституция запрещала службу иностранцев в японской армии. Пилсудский летом 1904 года отправился в Японию, пытаясь найти там поддержку для подготовки восстания в Польше. Посетив Токио в июле 1904 года, Пилсудский предложил японцам создать польский легион из взятых в плен поляков — солдат российской армии, а также выдвинул проект прометеизма, суть которого состояла в ослаблении и расколе Российской империи путём поддержки в ней национальных движений. На встрече с начальником японского Генерального штаба Ямагатой Аритомо, Пилсудский предположил, что начало партизанской войны позволит отвлечь внимание властей Российской империи и просил японскую сторону о поддержке (в том числе оружием).
Поляки выполнили свои обязательства и при этом даже устроили несколько взрывов на железной дороге, но неопытность подрывников привела к тому, что нанесённый ущерб оказался незначительным. Реализовать в полном объёме эти и другие планы не удалось, отчасти из-за действий влиятельного национал-демократа Романа Дмовского, который являлся противником плана вооружённого восстания. Японский дипломат Хаяси Тадасу одобрил план поддержки поляков, но японское правительство, а также Ямагата Аритомо, с которым встречался Пилсудский, отнеслись к нему скептически.

### Организация боевых групп

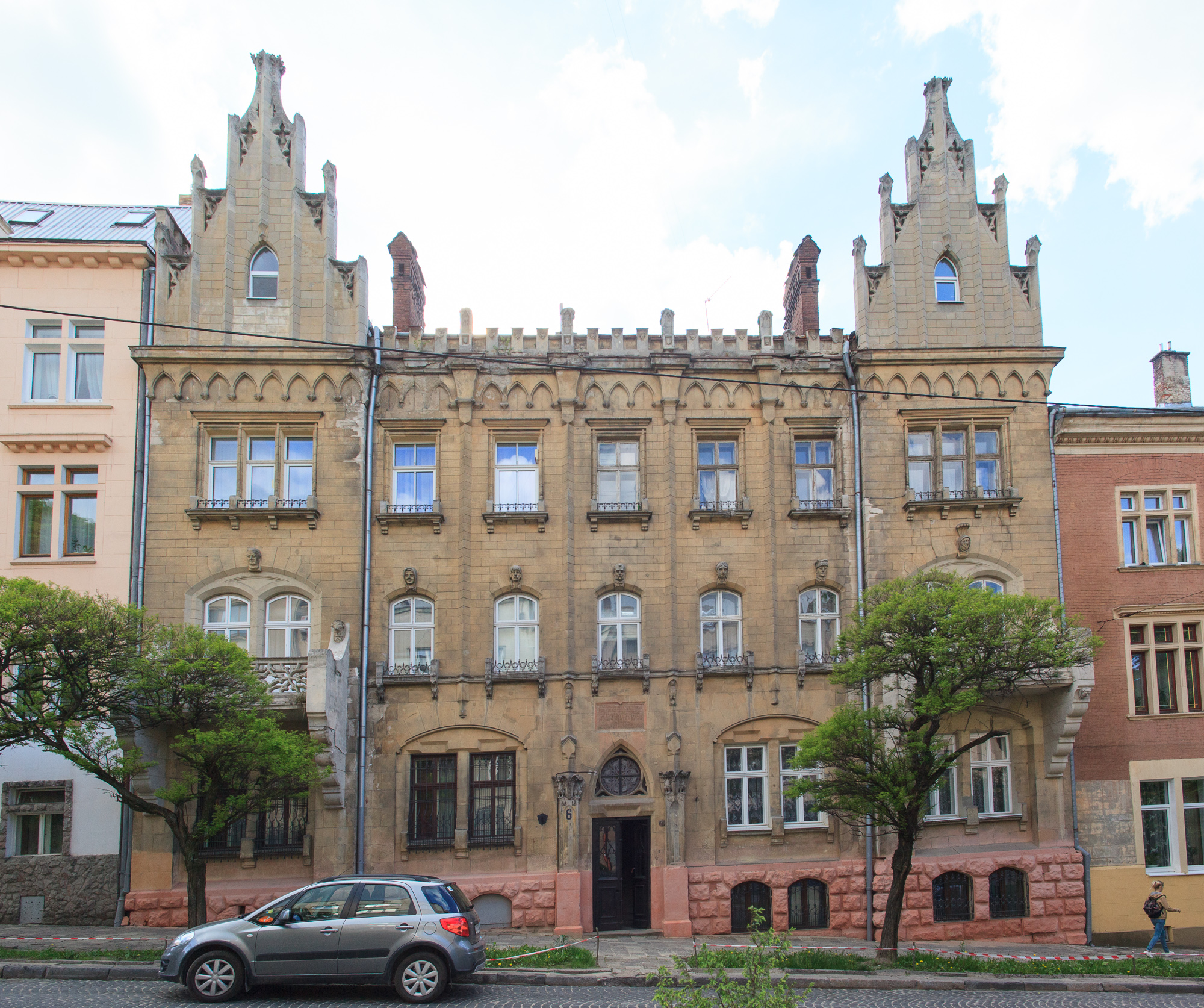
Дом во Львове на улице Героев Майдана (бывшая Кадетская), где в 1908—1914 годах проживал Пилсудский и находился штаб его формирований

По возвращении в Польшу в 1904 году, Пилсудский организовывал партийные боевые группы. В это же время ППС организовывает ряд акций протеста, которые были разогнаны. Одна из таких акций против мобилизации резервистов состоялась 13 ноября 1904 года в Варшаве, в ходе её разгона было арестовано более 600 демонстрантов, около десяти человек убито и ещё несколько десятков человек было ранено. Деятельность боевых группировок финансировалась за счёт средств, полученных при ограблениях банков и почтовых поездов, в незначительной мере — при так называемых «эксах» (сокр. от экспроприация). Боевые группы организовывают несколько взрывов на железных дорогах, но подобные акции не имели большого влияния ввиду отсутствия у подрывников необходимых знаний и опыта. Также боевые группы ППС активно действовали во время революции 1905 года. В октябре 1905 года Партийный совет ППС назначил Пилсудского руководителем Боевого отдела ЦРК партии.
В своих воспоминаниях начальник варшавского охранного отделения П. П. Заварзин называл Пилсудского «исключительным специалистом по организации ограблений поездов, банков, почтовых отделений, а равно террористических актов». Организованная им в Кракове боевая школа выпускала массами подготовленных убийц и грабителей. 22 декабря 1905 года Пилсудский призвал польских рабочих к забастовке, призыв во многом остался незамеченным.
Наиболее известно ограбление почтового поезда на железнодорожной станции Безданы под Вильной 1908 года (200 812 рублей 61 копейка). В 1912 году был избран Главным комендантом Союза стрелков (Стрелецкий союз; Związek Strzelecki) и взял себе псевдоним «Мечислав» (Mieczysław).
В отличие от национал-демократов, Пилсудский и ППС бойкотировали выборы в первую Государственную думу Российской империи, что привело к вооружённым столкновениям сторонников НДП с социалистами из ППС и СДКПиЛ в период июньских дней. В дальнейшем это привело к тому, что на прошедшем в 1906 году в Вене 9-м съезде ППС произошёл раскол на две фракции: ППС—левица приняла интернационалистическую платформу, а ППС—революционная фракция во главе с Пилсудским стала придерживаться националистических идей. К 1909 году революционная фракция под руководством Пилсудского становится главной в ППС, Пилсудский становится одним из важнейших лидеров ППС вплоть до начала Первой мировой войны.
Под влиянием Ю. Пилсудского революционная фракция ППС активно занималась подготовкой кадров для будущей польской армии, в 1910 году на базе военизированных организаций был создан «Союз активной борьбы», в числе основателей которого были также Марвойиан Кукель, Владислав Сикорский и Казимеж Соснковский.

### Первая мировая война

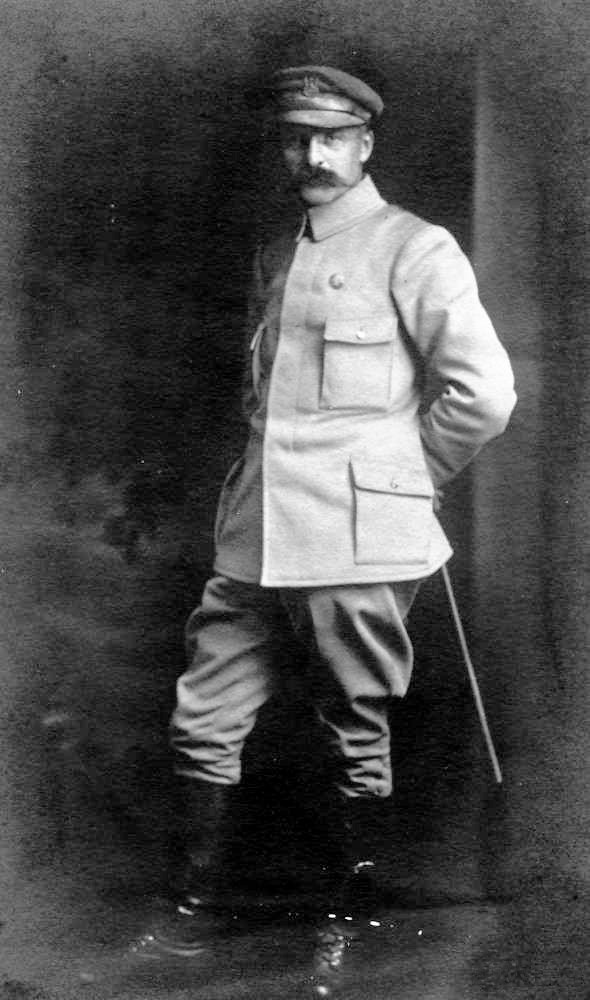
Юзеф Пилсудский в 1914 году

Незадолго до начала Первой мировой войны Пилсудский увлёкся созданием военизированных группировок в Галиции. В 1913 году он организовал в Струже офицерские курсы Стрелецкого союза. При покровительстве австрийских властей из военизированных и военно-спортивных организаций «Стшелец», «Сокол» и других формировались Польские легионы под командованием Пилсудского. Они сражались на Восточном фронте против России на стороне Австро-Венгрии и Германии.
Выступая в январе 1914 года в Париже, Пилсудский изложил своё видение войны, согласно которому для того, чтобы Польша стала независимой, необходим был разгром Российской империи силами Центральных держав (Австро-Венгрии и Германии), которые затем должны быть разгромлены силами Великобритании, Франции и Соединённых Штатов. Противник Пилсудского Роман Дмовский считал, что наилучшим путём достижения поставленных целей должна стать поддержка Антанты против Центральных держав.
С началом Первой мировой войны 3 августа 1914 года в Кракове Пилсудский создаёт Первую кадровую роту — первое польское национальное военное подразделение со времён восстания 1863 года и еврейского польского легиона Мицкевича, в который вошли члены Стрелецкого союза и Союза стрелецких дружин. В тот же день кавалерийский отряд под командованием Владислава Белины-Пражмовского был послан на рекогносцировку через российскую границу, ещё до официального объявления состояния войны между Австро-Венгрией и Россией.

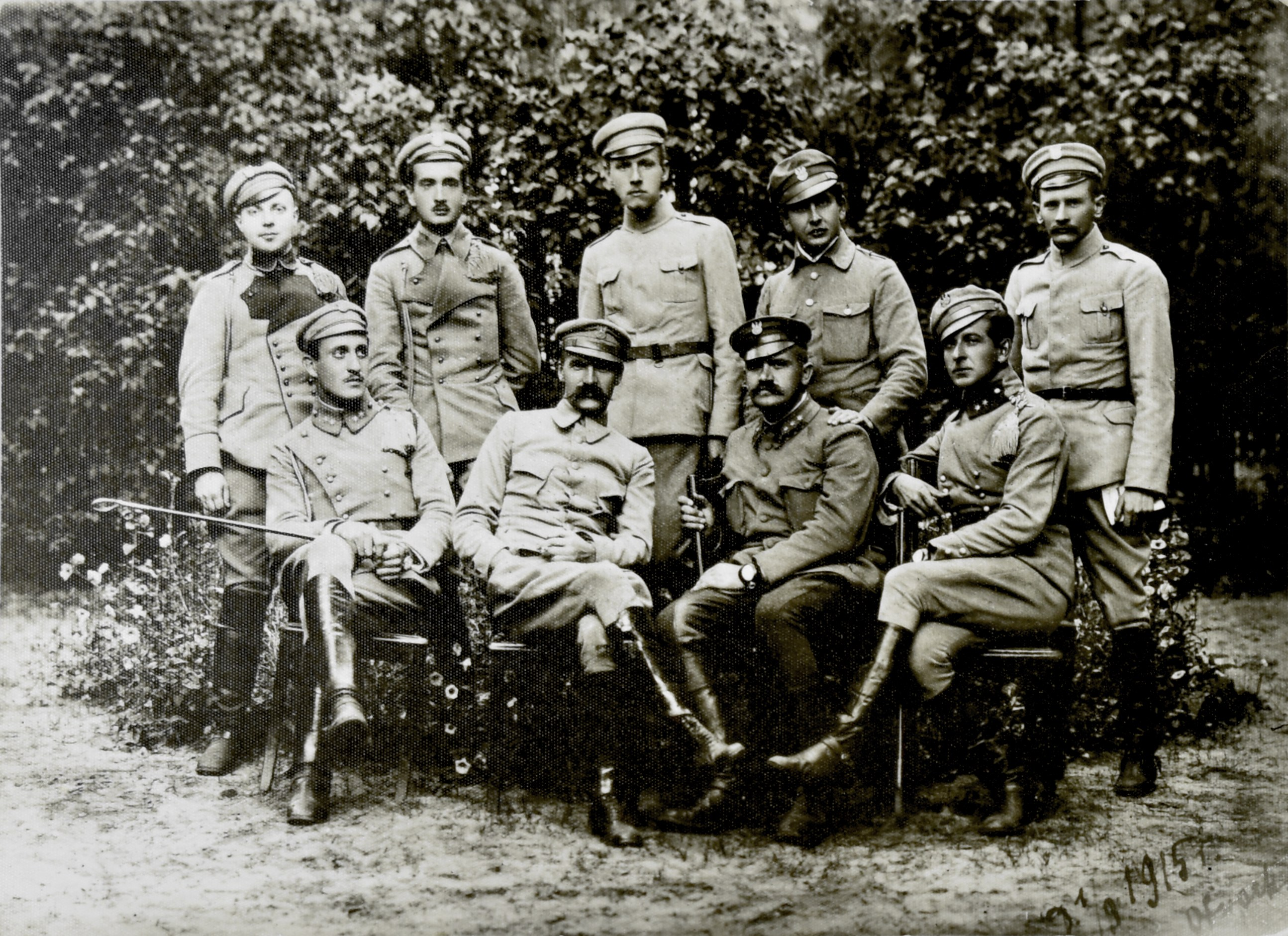
Пилсудский в Отвоцке. 1915

12 августа 1914 года, после вступления легионов на территорию Царства Польского, Пилсудский выпустил воззвание, в котором он провозглашался комендантом польских войск, подчинённых якобы созданному в Варшаве Национальному правительству. В действительности такое правительство не было образовано, а воззвание имело целью вызвать польское восстание на территориях, контролируемых российскими властями.
В октябре 1914 года по инициативе Пилсудского возникла Польская военная организация — конспиративное объединение, действовавшее на всех территориях бывшей Речи Посполитой до её раздела в конце XVIII века.
В связи с обозначившимся в ходе войны перевесом стран Антанты Пилсудский вышел из состава Временного государственного Совета, созданного в 1917 году немецкой администрацией на оккупированной части Польши. После этого Пилсудский распорядился, чтобы польские солдаты не давали присяги на верность Германии и Австро-Венгрии. В результате легионы были распущены, большинство легионеров было интернировано, а Пилсудский заключён в магдебургскую крепость. Возросла его популярность как жертвы и символа борьбы с оккупантами. Неудачи на фронтах вынудили немцев после долгих переговоров, в которых Пилсудский категорично отказался подписать заявление о лояльности, 8 ноября 1918 года освободить его.

### Во главе независимой Польши
11 ноября 1918 года, после триумфального возвращения Пилсудского в Варшаву, Регентский Совет назначил его временным Начальником государства. Спустя день после возвращения в Варшаву Пилсудский встретился со своими соратниками по подполью, которые по привычке использовали обращение «товарищ» в социалистическом стиле и попросили поддержки своего революционизма, однако он отказался, сказав им: «Товарищи, я ехал красным трамваем социализма до остановки „Независимость“, но на ней я сошёл. Вы же можете ехать до конечной остановки, если вам это удастся, но теперь давайте перейдём на „Вы“».
Спустя 11 дней, 22 ноября, в Варшаве он сформировал правительство во главе с социалистом Енджеем Морачевским. Одними из первых шагов нового правительства были установление восьмичасового рабочего дня, социального страхования по болезни, минимальной зарплаты на государственных предприятиях и ряда иных стандартов, принятых в это время в странах Западной Европы. Назначение социалиста главой правительства в большей степени являлось вынужденным шагом — Пилсудский, пока не укрепившийся у власти в достаточной мере, предпочёл первое время опереться на левые партии, в лояльности которых он был уверен. При этом Пилсудский при назначении Морачевского премьером поставил условием отказ от социалистического радикализма. Правительство Морачевского находилось в сложном положении и подвергалось критике как со стороны левых, так и со стороны правых.
4—5 января 1919 года была совершена попытка государственного переворота. Неудавшийся переворот возглавляла консервативная группировка во главе с полковником Марианом Янушайтисом-Жеготой, князем Евстафием Сапегой, экономистами Мстиславом Дымовским и Ежи Здзиховским. Были арестованы несколько министров во главе с Морачевским, однако верными Пилсудскому правительственными войсками мятеж был быстро подавлен, арестованные освобождены. При этом Пилсудский пошёл на уступку правой партии Эндеция, и 16 января 1919 года кабинет Морачевского был отправлен в отставку. Тогда же, в январе 1919 года, Учредительный сейм признал чрезвычайно широкие полномочия Пилсудского как Начальника государства. Новым премьер-министром стал известный пианист и один из членов Польского национального комитета в Париже Игнаций Ян Падеревский. Назначение нового правительства позволило решить задачу признания Польши со стороны других стран — так, вскоре после назначения Падеревского премьером 30 января 1919 года польское правительство было признано США, 24 февраля — Францией, 25 февраля — Англией, 27 февраля — Италией.
Создание польского государства проходило в условиях отсутствия чётких границ, в связи с чем Пилсудский столкнулся с целым рядом военных конфликтов, в которые оказалась втянута Польша. Первым таким конфликтом стал конфликт с самопровозглашённой Западно-Украинской народной республикой.

#### Польско-украинская война
1 ноября 1918 года Украинский национальный совет объявил о провозглашении своей власти во Львове, Станиславе и в ряде других городов. Данные события вызвали недовольство галицких поляков, которые надеялись на бескровное вхождение Галиции в состав польского государства, в результате чего начались столкновения между украинскими и польскими вооружёнными формированиями.
Зимой 1918 — 1919 годов шли длительные позиционные бои, после которых польская армия перешла в наступление. В результате наступления украинская галицкая армия оказались в треугольнике смерти. В конечном итоге Галицкая армия покинула регион, перейдя в Украинскую Народную Республику.

#### Советско-польская война

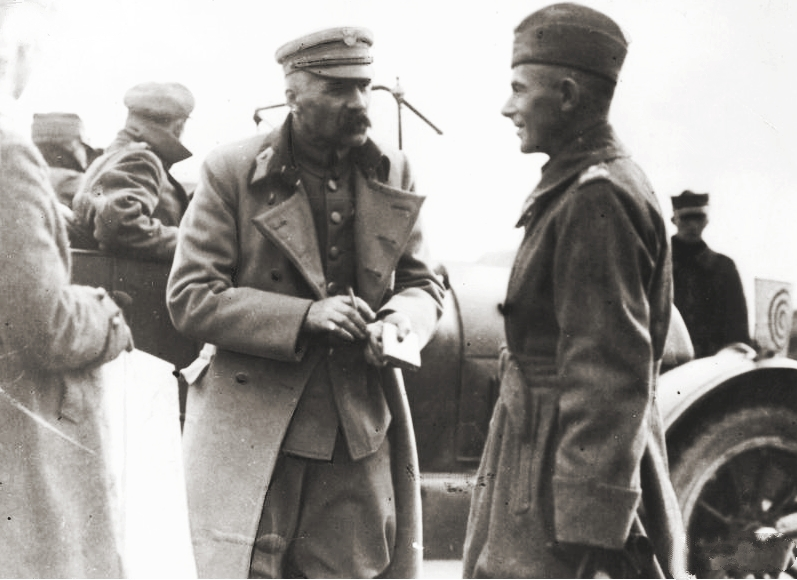
Пилсудский и Рыдз-Смиглы. 1920 год

При продвижении Красной Армии на территории, оставляемые эвакуировавшимися немецкими частями, в феврале 1919 года со столкновений в Белоруссии началась советско-польская война.
19 апреля 1919 года польские войска заняли Вильну (захваченную в январе 1919 года красными частями) и весь Виленский край, в августе 1919 года взяли Минск (занятый красными частями в январе 1919 года). Заключив союз с С. В. Петлюрой, Пилсудский весной 1920 года начал наступление на Киев (занят 7 мая). 18 мая Пилсудский вернулся в Варшаву.
Летом началось контрнаступление Красной Армии. Поляки были вынуждены оставить Киев. Советское контрнаступление осуществлялось двумя фронтами: Юго-Западный двигался на Львов; Западный под командованием Тухачевского продвигался по Белоруссии и Литве (11 июля Красная Армия взяла Минск, 19 июля — Гродно, 20 июля — Вильно, 1 августа — Брест). Однако главной целью наступления под командованием Тухачевского была Варшава.

##### Варшавская битва
Многочисленные поражения вызвали критику Пилсудского. Учредительный сейм сформировал Совет обороны государства; им руководил Пилсудский, однако этот орган до известной степени ограничивал его власть. Партия народной демократии предлагала вовсе отстранить Пилсудского от власти. Выдвинутый Пилсудским план отражения Красной армии критиковался как дилетантский.
Благодаря большому опыту сотрудничества Пилсудского во время Первой мировой войны с разведывательными органами Японии, Австрии и Германии, и с их помощью, в Польше была создана мощная служба разведки и контрразведки. Решающая роль в поражении РККА принадлежит подразделению польских криптологов, которое в августе—сентябре 1919 года взломало шифры как Добровольческой армии, так и РККА.
Были взломаны практически все шифры белых и красных, что дало ясную картину всего происходящего на территории России от Петрограда до Сибири, от Мурманска и до Чёрного моря.
Главная нагрузка на шифровальный отдел легла летом 1920 года, когда он принимал до 500 вражеских радиограмм ежемесячно. Например, в августе поляки получили и дешифровали 410 радиодепеш, подписанных Троцким, Тухачевским, Якиром и Гаем. Результаты работы группы польских криптологов отдела P-2 Главного штаба ВП (разведка и контрразведка) Генерального штаба под руководством Яна Ковалевского трудно переоценить. На их основе командование Войска Польского смогло принять правильные стратегические решения в ходе Варшавского сражения, так как знало оперативную информацию о перемещении каждого подразделения РККА.
Сформированная из закалённых в боях частей, ударная группировка в 120 тысяч бойцов под его командованием 13—25 августа 1920 года в битве за Варшаву внезапным ударом прорвала фронт и зашла в тылы армии Тухачевского. Красная армия, потерпев тяжёлое поражение, вынуждена была начать отступление.
В ходе контрнаступления польские войска оккупировали обширные территории Литбела и Латвии. Генерал Люциан Желиговский по негласному распоряжению Пилсудского, но якобы вопреки его воле, занял Вильну и Виленский край (из этих территорий была образована Срединная Литва).
В Риге 18 марта 1921 года был подписан мирный договор, который лёг в основу официальных польско-советских отношений до начала Второй мировой войны.

#### Стратегический успех и политическое поражение
Раздел белорусских и украинских земель между Польшей и Советской Россией означал крах политической концепции Пилсудского, предусматривавшей создание польско-литовско-белорусско-украинской федерации «Междуморие» (Międzymorze) на территориях прежней Речи Посполитой. Парадоксальным образом Пилсудский реализовал идеи своего политического противника Романа Дмовского — сторонника мононационального, этнически чистого польского государства.
25 июня 1921 года Пилсудский был награждён орденом Virtuti Militari.
Из-за былой раздробленности Польши в стране существовало множество различных партий и объединений. Самым логичным вариантом поэтому было провозглашение Польши парламентской республикой. Принятая 17 марта 1921 года конституция Польши ограничивала власть главы государства. Неосуществимость политических концепций Пилсудского и послевоенная нестабильность ослабляла его позиции.
25 сентября 1921 года во время открытия Восточной выставки во Львове на Пилсудского было совершено неудачное покушение, стрелявшим оказался украинский националист Степан Федак, который затем был приговорён к шести годам тюрьмы, а спустя три года был освобождён из тюрьмы в обмен на эмиграцию из страны.

### Отставка
14 декабря 1922 года Пилсудский передал власть избранному 9 декабря 1922 года первому президенту Польши Габриэлю Нарутовичу. Спустя неделю, 16 декабря 1922 года, Нарутович был застрелен художником Элигиушем Невядомским, человеком правых убеждений, который изначально намеревался убить Пилсудского, но изменил свою цель под влиянием национал-демократической пропаганды. Убийство Нарутовича стало большим шоком для Пилсудского, пошатнув веру в возможность демократического политического устройства Польши и укрепив веру в необходимость «сильной руки». После убийства Нарутовича и избрания новым президентом Станислава Войцеховского Пилсудский занял пост начальника Генерального штаба. 30 мая 1923 года он ушёл с этой должности, а 28 июня он оставил свою последнюю политическую должность.
После ухода со всех постов жил с детьми и второй женой на вилле в Сулеювке (Sulejówek). Тем не менее, даже находясь в отставке, принимал участие в рассмотрении проектов реформ армии.

### Майский переворот

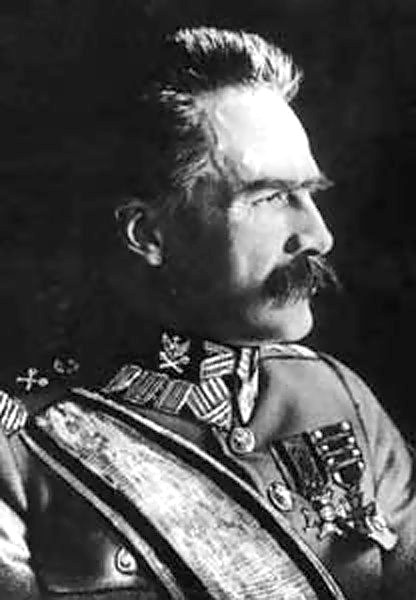
Ю. Пилсудский в маршальском мундире

Тем временем польская экономика оказалась разрушенной. Гиперинфляция поддерживала общественное волнение, и правительство было неспособно найти быстрый способ преодоления растущей безработицы и экономического кризиса. Союзники и сторонники Пилсудского неоднократно просили, чтобы он возвратился в политику, и он начал создавать новую политическую силу, опирающуюся на бывших членов Польских легионов и Польской Военной Организации, а также на некоторых левых и часть интеллигенции. В 1925 году, после того как несколько правительств в течение короткого времени сменили друг друга, и политическая ситуация становилась все более хаотической, Пилсудский стал более критично относиться к правительству и в конечном счёте сделал заявления, требующие отставки кабинета Винценты Витоса.
27 ноября 1925 года военным министром Польши становится сторонник Пилсудского Люциан Желиговский.
Благодаря содействию военного министра Люциана Желиговского, под предлогом манёвров, в мае 1926 года в окрестности Рембертова были стянуты верные Пилсудскому части.
12 мая 1926 года они двинулись на Варшаву. После трёхдневных боёв в Варшаве Пилсудский овладел ситуацией и произвёл радикальные перемены в управлении («Майский переворот»). Он занял должности военного министра и генерального инспектора вооружённых сил.
31 мая Пилсудский избран президентом Польши, однако отказался от должности. При повторном голосовании президентом, по рекомендации Пилсудского, был избран Игнаций Мосцицкий. Формирование нового правительства фактически легализовало совершённый Пилсудским переворот.

### Санация
Пилсудский, помимо должности военного министра, в 1926—1928 и 1930 годах занимал также пост премьер-министра. Установившийся квазипрезидентский авторитарный режим, опиравшийся на армию и сторонников Пилсудского, известен как «санация» (sanacja, «оздоровление») — имелось в виду восстановление морального здоровья общества.

#### Внутренняя политика
Роль парламента была ограничена. В ноябре 1927 года был создан Беспартийный блок сотрудничества с правительством — внешне неправительственная и непартийная организация, де-факто ставшая «партией власти» и опорой Пилсудского.
Мировой экономический кризис 1929—1930 гг. негативным образом сказался на экономике Польши, объём производства снизился почти наполовину. 29 июня 1930 года в Кракове состоялась массовая антиправительственная демонстрация. После начавшихся репрессий против оппозиции вскоре 25 августа 1930 года Пилсудский лично возглавляет правительство.
Политическая оппозиция преследовалась правовыми средствами (политические судебные процессы) и силовыми методами — избиения, интернирование без судебных решений в созданный в 1934 году после убийства министра внутренних дел Бронислава Перацкого и заместителя руководителя ББСП Тадеуша Голувки концентрационный лагерь в Берёзе-Картузской. Часть политических противников Пилсудского была вынуждена эмигрировать. В апреле 1935 года была принята новая конституция Польши, санкционировавшая авторитарный президентский строй.

#### Внешняя политика
В международной политике Пилсудскому удалось достичь относительной нормализации отношений с Советским Союзом (Пакт о ненападении от 25 июля 1932 года) и с Германией (Пакт о ненападении 1934 года), но при этом он считал ненадёжными такие соглашения и искал опоры в западных союзниках (Франции и Великобритании) и в соседях — Румынии и Венгрии. По мнению же российских историков, Пилсудский полностью разделял идеи германо-польского сближения, полагая, что их союз на антисоветской основе снимет все проблемы напряжённости в германо-польских отношениях.

### Болезнь, смерть и похороны

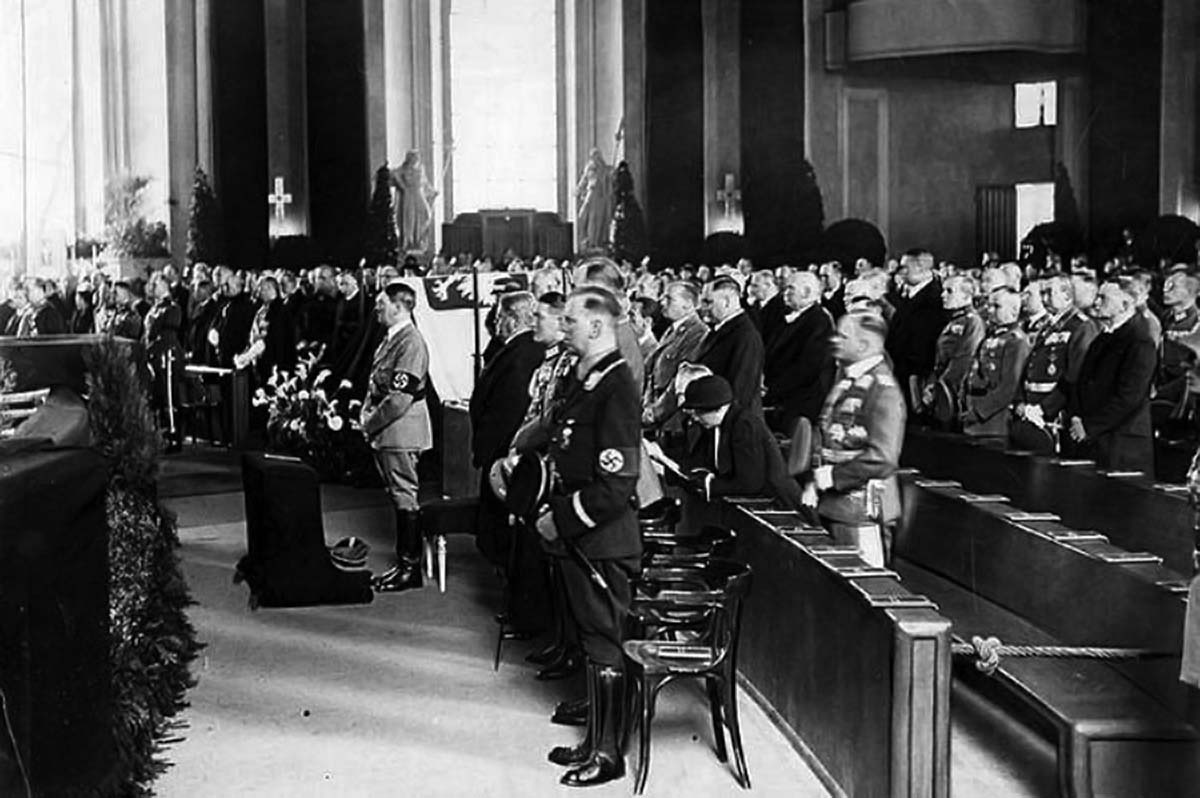
Гитлер на заупокойной мессе по Пилсудскому, май 1935

Начиная с 1934 года состояние здоровья Пилсудского стало ухудшаться, характеризуясь частыми простудами, повышениями температуры и плохим самочувствием. Сам Пилсудский при этом старался не показывать своего недуга.
В конце 1934 года — начале 1935 года произошло обострение болезни, так, 11 ноября 1934 года, находясь на военном параде по случаю Дня независимости, он едва не потерял сознание. В январе-феврале 1935 года обострились боли в боку и в области желудка, Пилсудский пытался заниматься самолечением, но это дало ограниченный результат. Консилиум врачей пригласил из Вены профессора Карла Векенбаха, который прибыл в Варшаву весной 1935 года. Обнаружив злокачественное новообразование печени, 25 апреля Векенбах отмерил смертельно больному Пилсудскому лишь несколько недель жизни.
Последние дни своей жизни провёл в Бельведере, в предсмертной агонии высказывался против польско-германского сближения.
12 мая 1935 года в 20 часов 45 минут Юзеф Пилсудский скончался от рака печени в Варшаве. Через несколько часов после смерти маршала было произведено вскрытие и из его тела были извлечены мозг и сердце. Мозг был отправлен в Вильно на исследования в Польский Институт Исследований Мозга (пол. Polski Instytut Badań Mózgu w Wilnie), после завершения их первого этапа в 1938 году была опубликована монография Мозг Юзефа Пилсудского (пол. Mózg Józefa Piłsudskiego). Проведению дальнейших исследований помешали смерть их руководителя Максимилиана Росе в 1937 году и начавшаяся Вторая мировая война, во время которой мозг Пилсудского был утрачен.
В связи со смертью маршала был объявлен национальный траур продолжительностью несколько дней. Проститься с Пилсудским приехали делегации из Великобритании, Франции, Бельгии, Германии, Румынии, СССР. Германскую делегацию возглавлял Герман Геринг. Похороны превратились в манифестацию национального единства.
Полномочный представитель СССР в Польше Я. Х. Давтян в письме от 26 мая 1935 года так описывал похороны Пилсудского (в которых лично участвовал):

Похороны Пилсудского носили в буквальном смысле слова королевский характер. В Кракове были соблюдены все церемонии королевских похорон. Тысячные толпы, которые окружали процессию как в Варшаве, так и в Кракове, подходили к этому событию, несомненно, с точки зрения, главным образом, интересного зрелища. В толпе царили скорее карнавальные настроения. Грустные лица и слезы можно было заметить очень редко, и то главным образом у женщин…
В польской литературе возник миф о том, что в СССР был объявлен траур в связи со смертью Пилсудского. Однако исследователь А. Е. Кузьмичёва на основе анализа советской прессы пришла к выводу, что в СССР никакого траура по Пилсудскому не объявляли, на похоронах Пилсудского была небольшая (по сравнению с делегациями других стран) советская делегация. В мае 1935 года в СССР прошли траурные церемонии в связи с похоронами жертв катастрофы самолёта «Максим Горький».
В 1936 году сердце Пилсудского было погребено в могиле его матери на кладбище Росса в Вильно. Тело же после политико-религиозных перипетий было похоронено в крипте кафедрального собора святых Станислава и Вацлава на холме Вавель в Кракове.

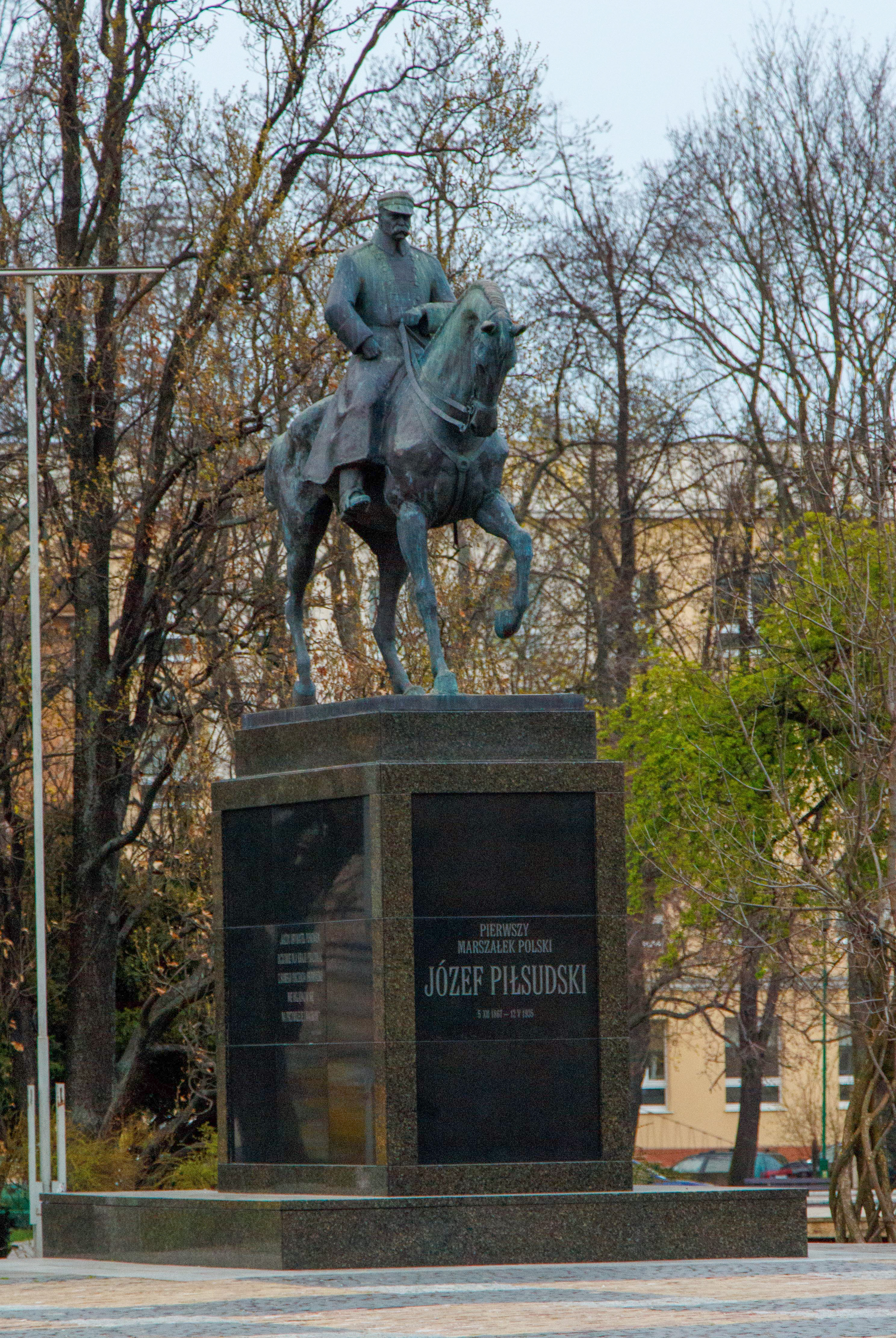
Памятник Пилсудскому в Люблине
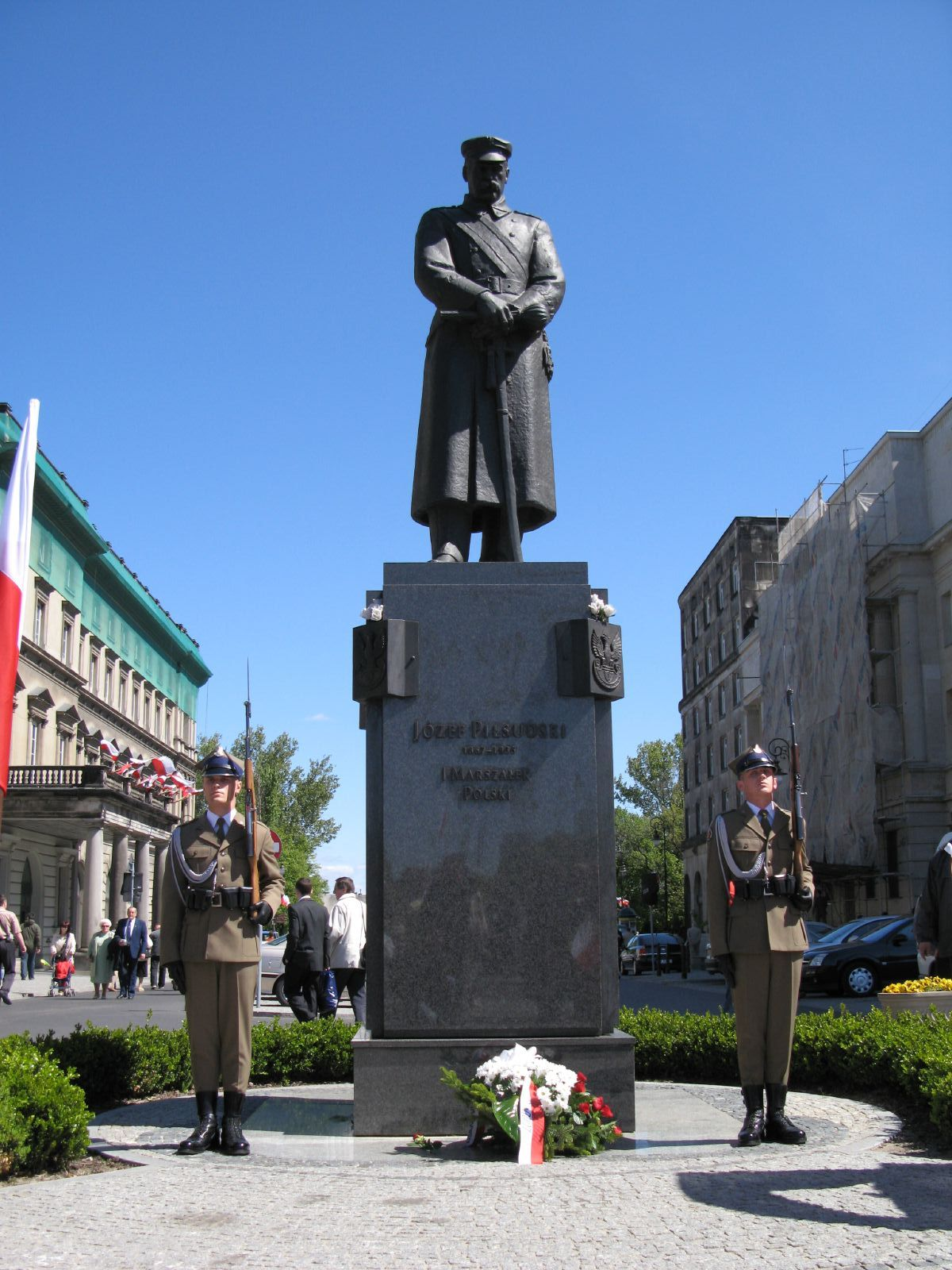
Памятник Пилсудскому в Варшаве
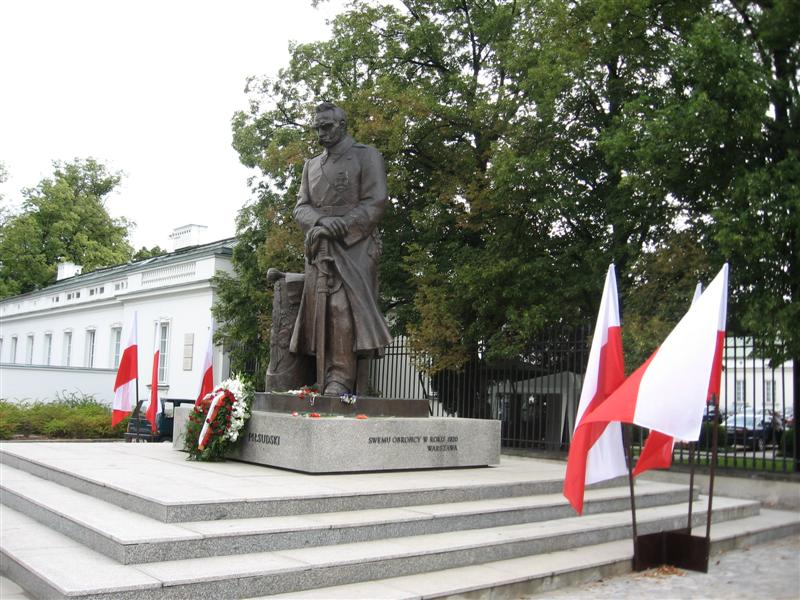
Памятник Пилсудскому в Варшаве
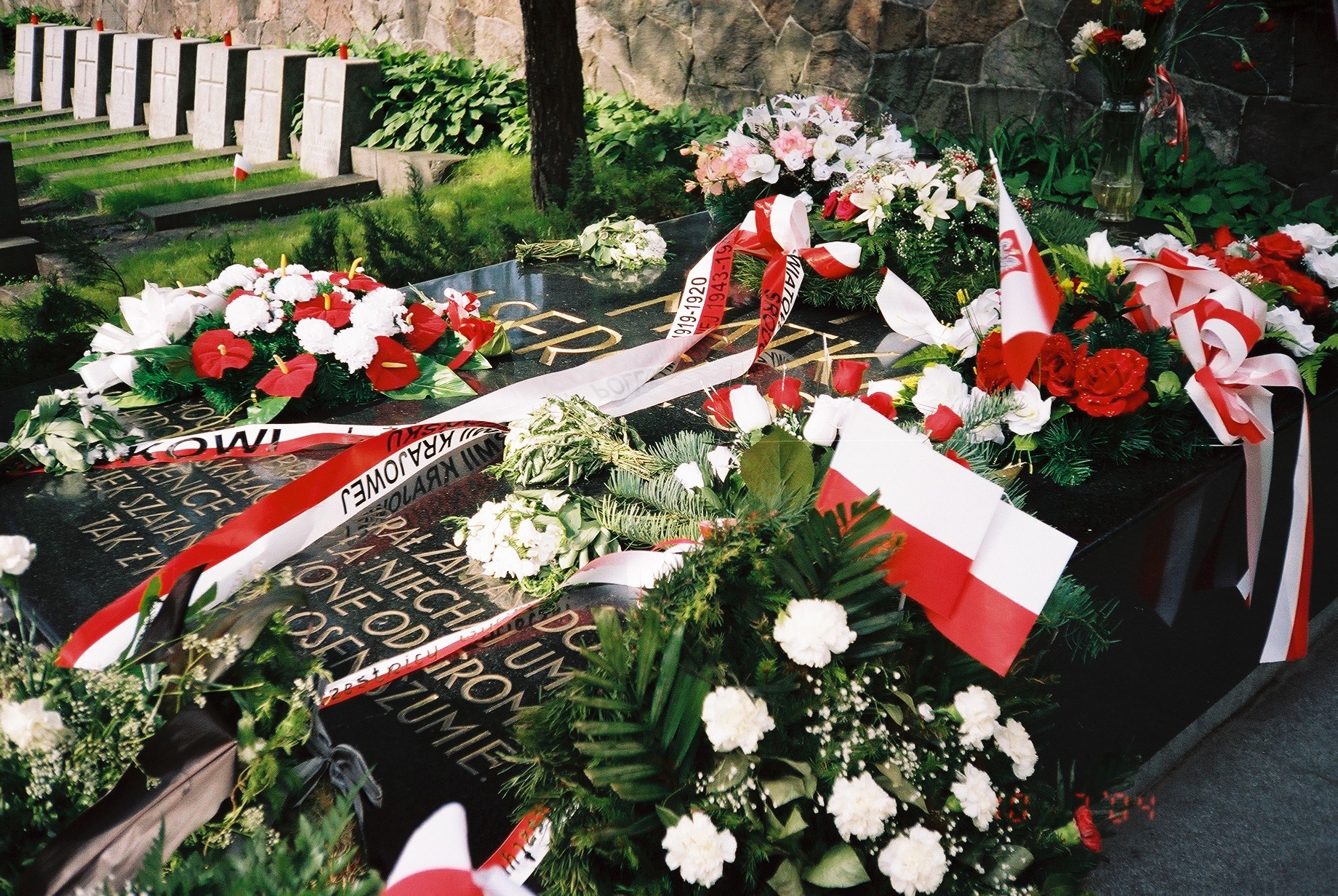
Надгробие на кладбище Росса. 2004
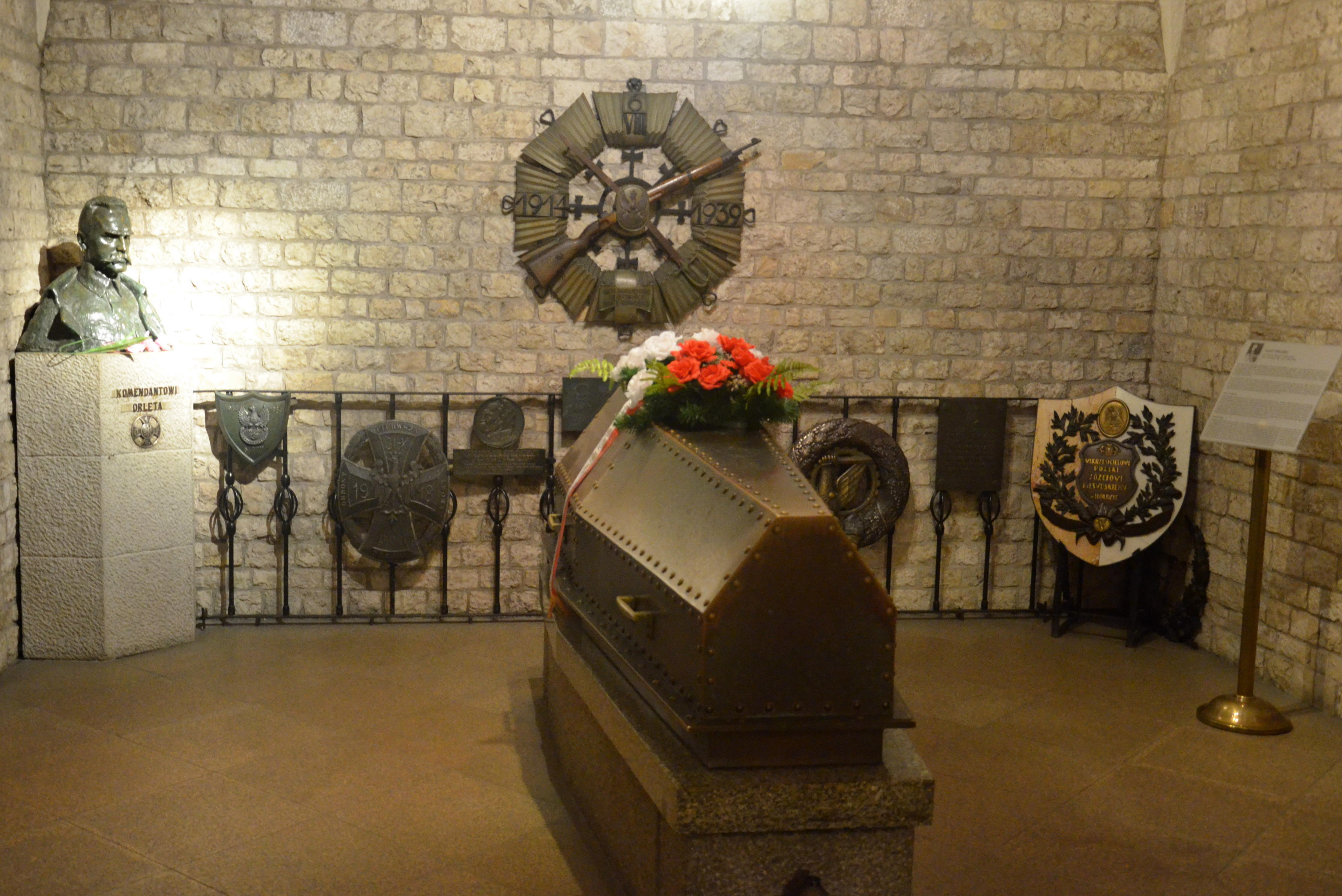
Саркофаг с телом Пилсудского в крипте собора святых Станислава и Вацлава

## Семья
От брака с Марией Коплевской-Юшкевич (1865—1921), на которой Пилсудский был женат с 1899 года и для которой этот брак был вторым, детей не было (дочь Марии от первого брака Ванда умерла в 1908 году в возрасте 19 лет).
Вторая жена — Александра Щербинская, в браке Пилсудская (1882—1963) — была активным общественным деятелем. В браке родились две дочери, Ванда (врач-психиатр, бездетная) и Ядвига (военная лётчица). От брака дочери Ядвиги с капитаном 1 ранга Анджеем Ярачевским родились двое детей, Кшиштоф и Йоанна Ярачевские (оба архитекторы).

## Киновоплощения
- Ежи Яблонский (Miłość przez ogień i krew, Польша, 1924)
- Матвей Ляров («П. К. П.», СССР, 1926)
- Антони Пекарский («Комендант», Польша, 1928)
- Евгений Калужский («Первая конная», СССР, 1941)
- Ежи Душиньский («Смерть президента», Śmierć prezydenta, Польша, 1977)
- Рышард Филипский («Переворот», Zamach stanu, Польша, 1981)
- Януш Закженский («Возрождение Польши», Polonia restituta, Польша, 1981)
- Мариуш Боначевский и Збигнев Запасевич («Маршал Пилсудский», «Marszałek Piłsudski», Польша, 2001)
- Олесь Янчук («Владыка Андрей», Украина, 2008)
- Даниэль Ольбрыхский («Варшавская битва. 1920», Польша, 2011)
- Сергей Кучеренко («Тайный дневник Симона Петлюры», Украина, 2018)
- Борис Шиц («Пилсудский», «Piłsudski», Польша, 2019)

## Памятники
В 2015 году памятник Юзефу Пилсудскому был установлен в Кишиневе (Молдавия). Автор молдавский скульптор Вячеслав Жиглицкий

## Награды
Польские
- Орден Белого орла
- Орден Виртути Милитари I, II, IV и V степеней
- Крест Независимости с мечами
- Крест Храбрых (четырежды)
- Золотой крест Заслуги (четырежды)
- Орден Возрождения Польши 1 степени
- Крест Заслуги войск Центральной Литвы
- Офицерский знак «Парасоль»
- Знак «За верную службу»
- Скаутский крест
- Памятный знак узникам идеалов[пол.]

Иностранные
- Орден Железной короны (Австро-Венгрия)
- Большой крест ордена Леопольда (Бельгия)
- Орден «Святой Александр» с мечами (Болгария)
- Орден Южного Креста (Бразилия)
- Орден Белой Розы Финляндии
- Большой крест ордена Почётного легиона (Франция)
- Воинская медаль (Франция)
- Орден Военных заслуг (Испания)
- Орден Восходящего солнца 1 степени (Япония)
- Военный орден Лачплесиса (Латвия)
- Орден Башни и Меча (Португалия)
- Большой крест ордена Кароля I (Румыния)
- Орден Михая Храброго 1, 2 и 3 степеней (Румыния)
- Большой крест ордена заслуг (Королевство Венгрия)
- Большой крест ордена Святых Маврикия и Лазаря (Италия)
- Большой крест Савойского военного ордена (Италия)
- Орден Св. Иоанна Иерусалимского (Мальтийский орден)
- Чехословацкий Военный крест (1918)
- Орден Орлиного креста I класса (Эстония).
- Крест Свободы I/1 и III/1 (Эстония)
- Орден Звезды Карагеоргия (Королевство Югославия)

## Сочинения
- 1920 год : [по поводу брошюры Тухачевского «Поход за Вислу»] : с 8-ю схем.; пер. Петрусевича; предисл. В. Триандафиллова. — М. : Военный вестник, 1926. — 171 с.